# Monumentul martirilor români de la Moisei
Monumentul martirilor români de la Moisei este un monument istoric aflat pe teritoriul satului Moisei; comuna Moisei.

## Descriere
Este amplasat pe o colină, la marginea localității. A fost ridicat de către sculptorul Vida Gheza în anul 1972 în amintirea martirilor uciși de trupele horthyste în retragere. Victimele horthystilor făceau parte din detașamentele de muncă forțată. Dintre cei identificați ulterior, 24 erau originari din județul Mureș, 3 din județul Cluj și 4 din județul Maramureș.
Cuprinde 12 figurine (2 chipuri omenești și 10 măști tradiționale maramureșene). Cei doisprezece stâlpi impresionează prin pozitionare si prin semnificatia fiecărei măști: „ ... Omul pădurii, Omul nopții, Omul apelor sau Omul care horește” (Vida Gheza).
„Modele sunt măștile. Măștile vechi maramureșene. Expresive. Care redau expresia esențială.”—Vida Gheza
Interpretarea figurinelor, legată de ororire războiului, potrivit scriitorului Pop Simion:
1.      Întâia mască: să nu se mai tragă în oameni nevinovați!
2.      A doua mască: să nu se mai prade grânele din hambare și fructele din pomi!
3.      A treia mască: să nu mai fie aruncați feciorii în războaie!
4.      A patra mască: să nu mai fie închisă lumea în țarcuri!
5.      A cincea mască: să nu se mai ia vitele din bătătură!
6.      A șasea mască: să nu mai fie pângărite fiicele omului!
7.      A șaptea mască: să nu mai fie spurcat meleagul cu tranșee, sârmă ghimpată și icre ale morții!
8.      A opta mască: să nu mai piară oameni, în dorul lor de libertate, pe drumurile înstrăinării!
9.      A noua mască: să nu se mai dea foc caselor!
10.     A zecea mască: să nu mai existe lagăre ale morții!
„Autorul acestui monument, inspirat din sanctuarul dacic de la Grădiștea, este sculptorul Gheza Vida, a cărui faptă merită lauda întregului nostru popor. […]
Pentru mine este un prilej de emoție în plus și de satisfacție pe un înalt plan al conștiinței că artistul care a cioplit trunchiurile de stejar de la Moisei, în forma măștilor maramureșene ce reprezintă lupta dintre viață și moarte, a luptat cândva cu arma în mână pe unul dintre cele mai patetice fronturi ale demnității umane.”—Geo Bogza, Moisei, „Contemporanul”, nr. 2, 13 ian. 1967, p. 1

## Legături externe
- Monumente istorice din România - Fișă și localizare de monument

## Imagini

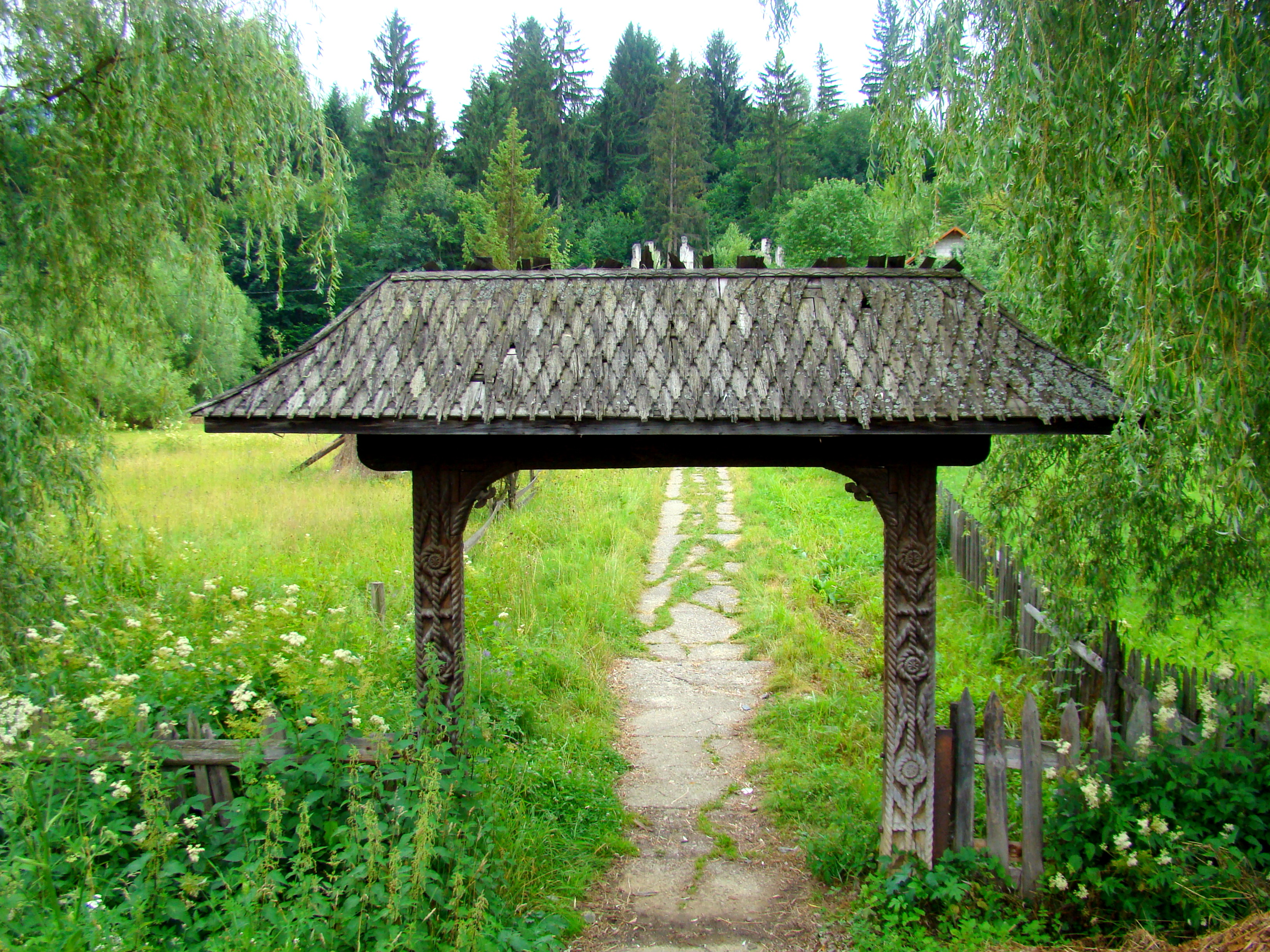
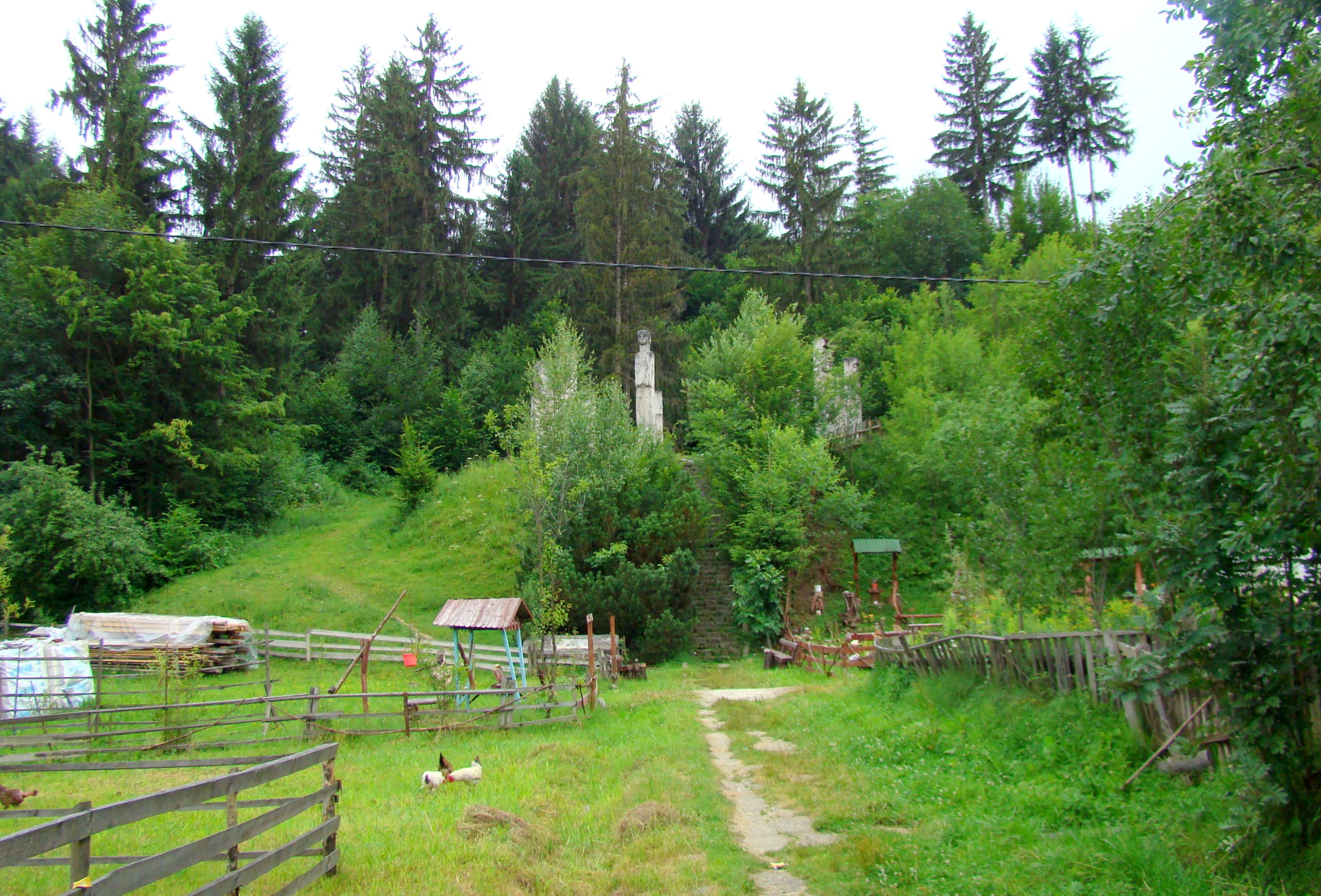
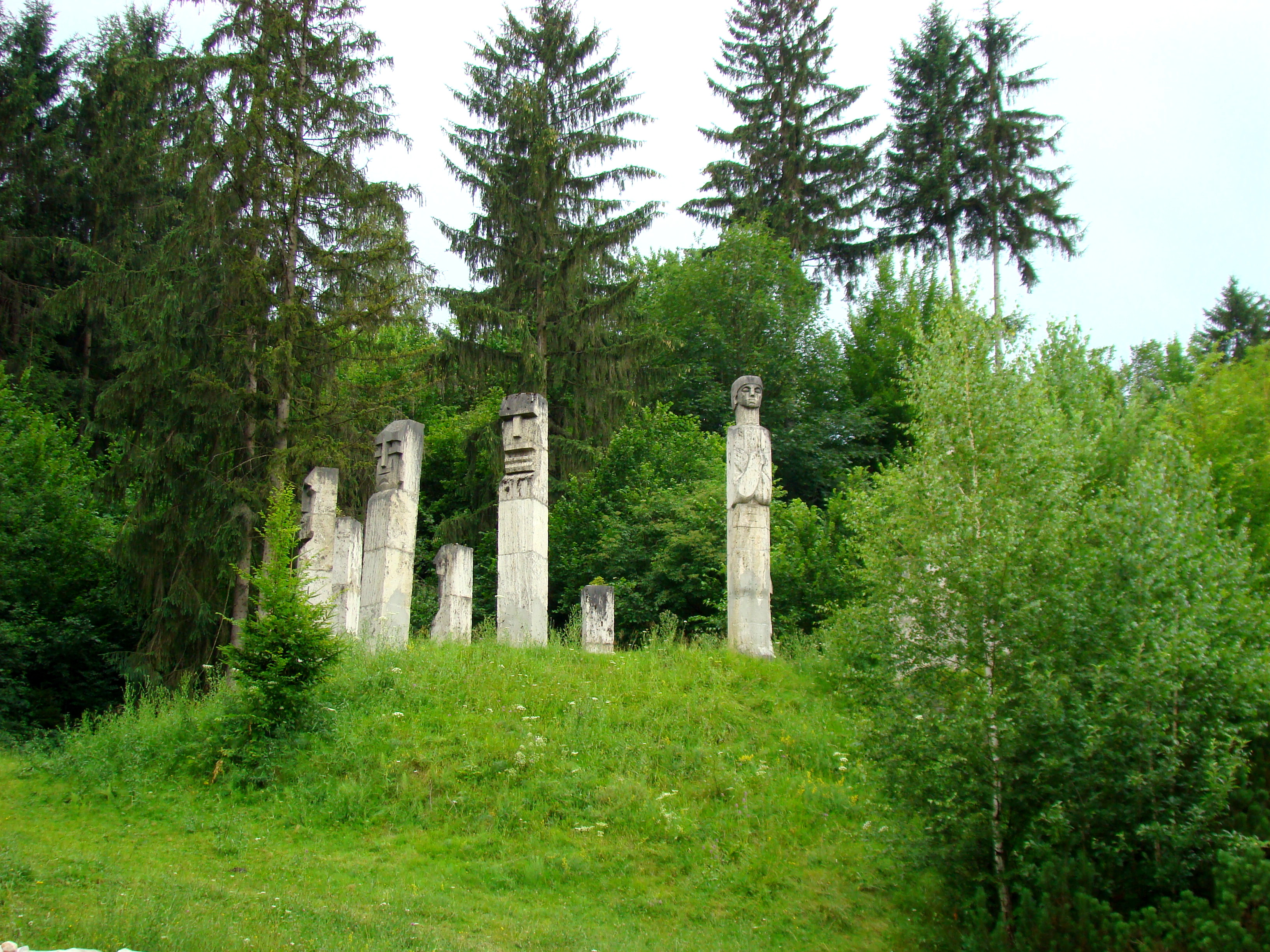
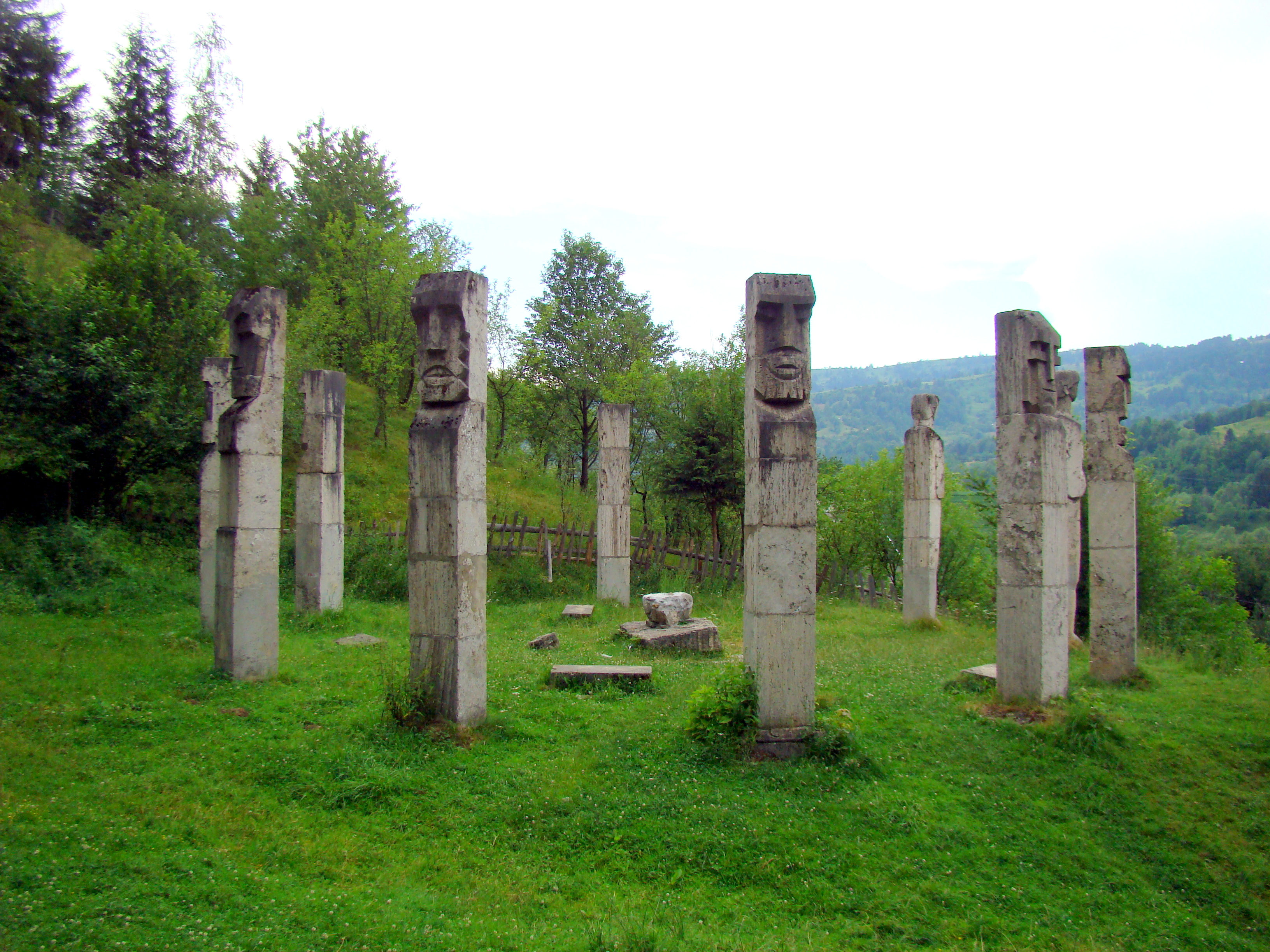
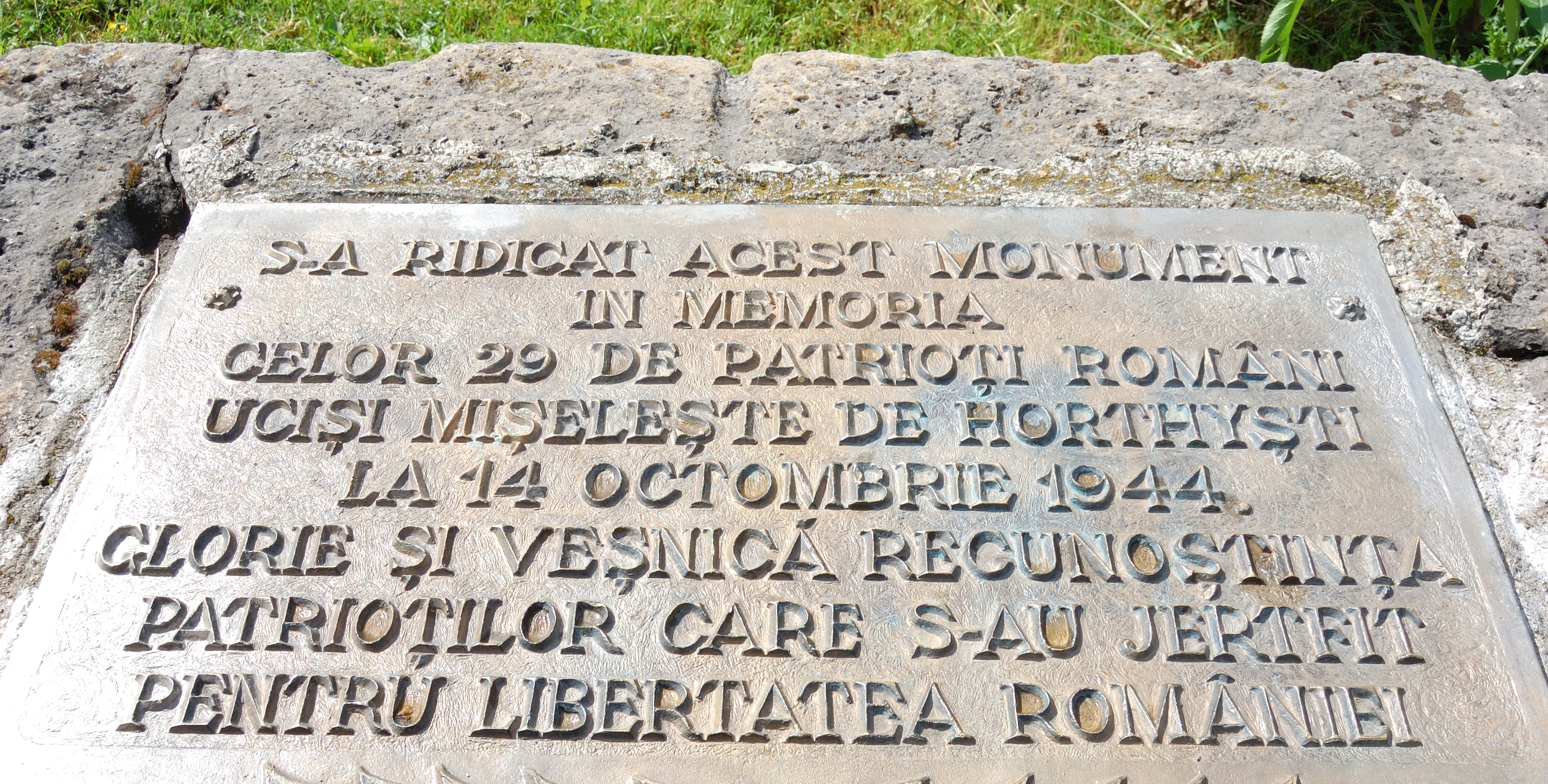
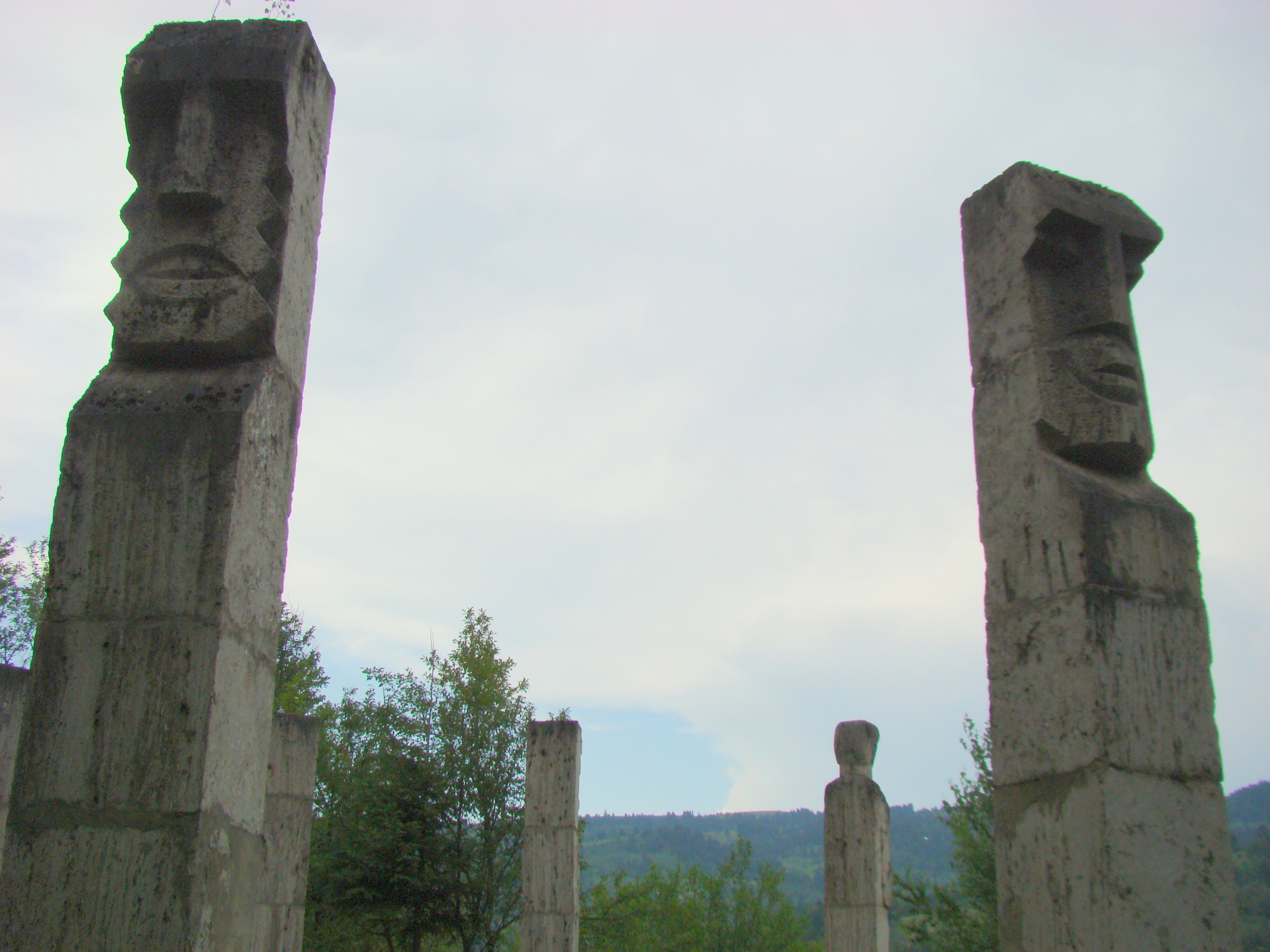
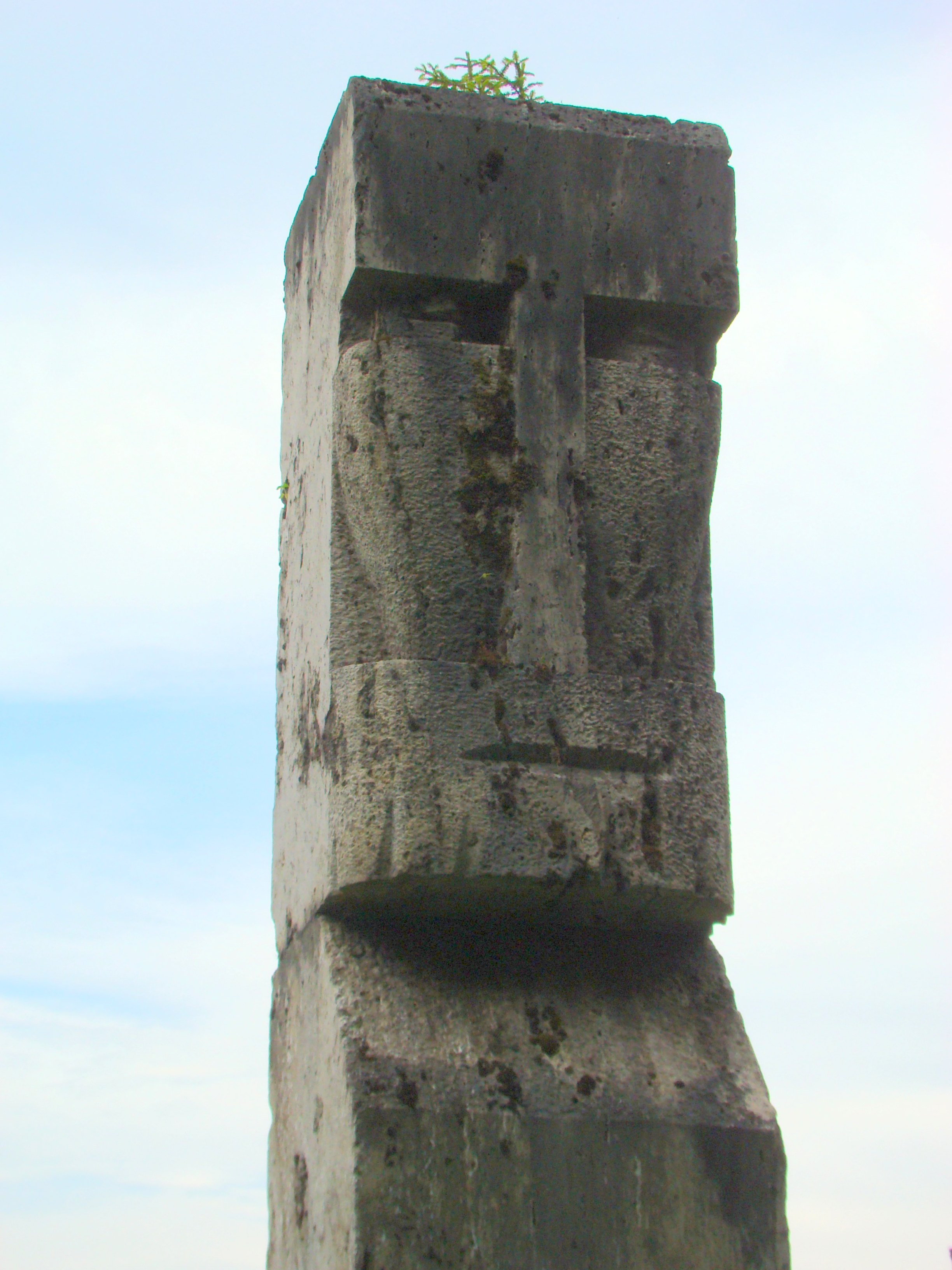
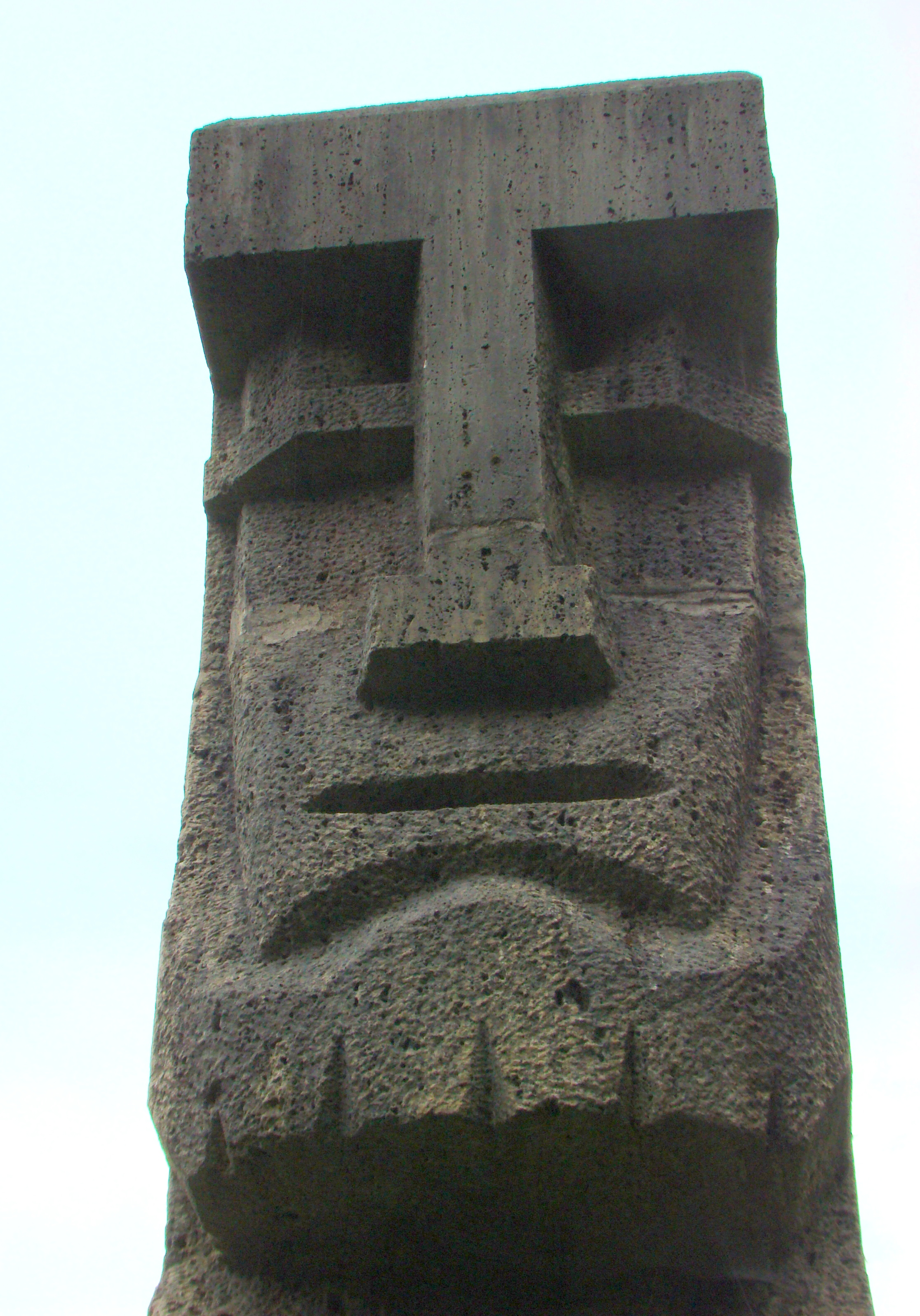
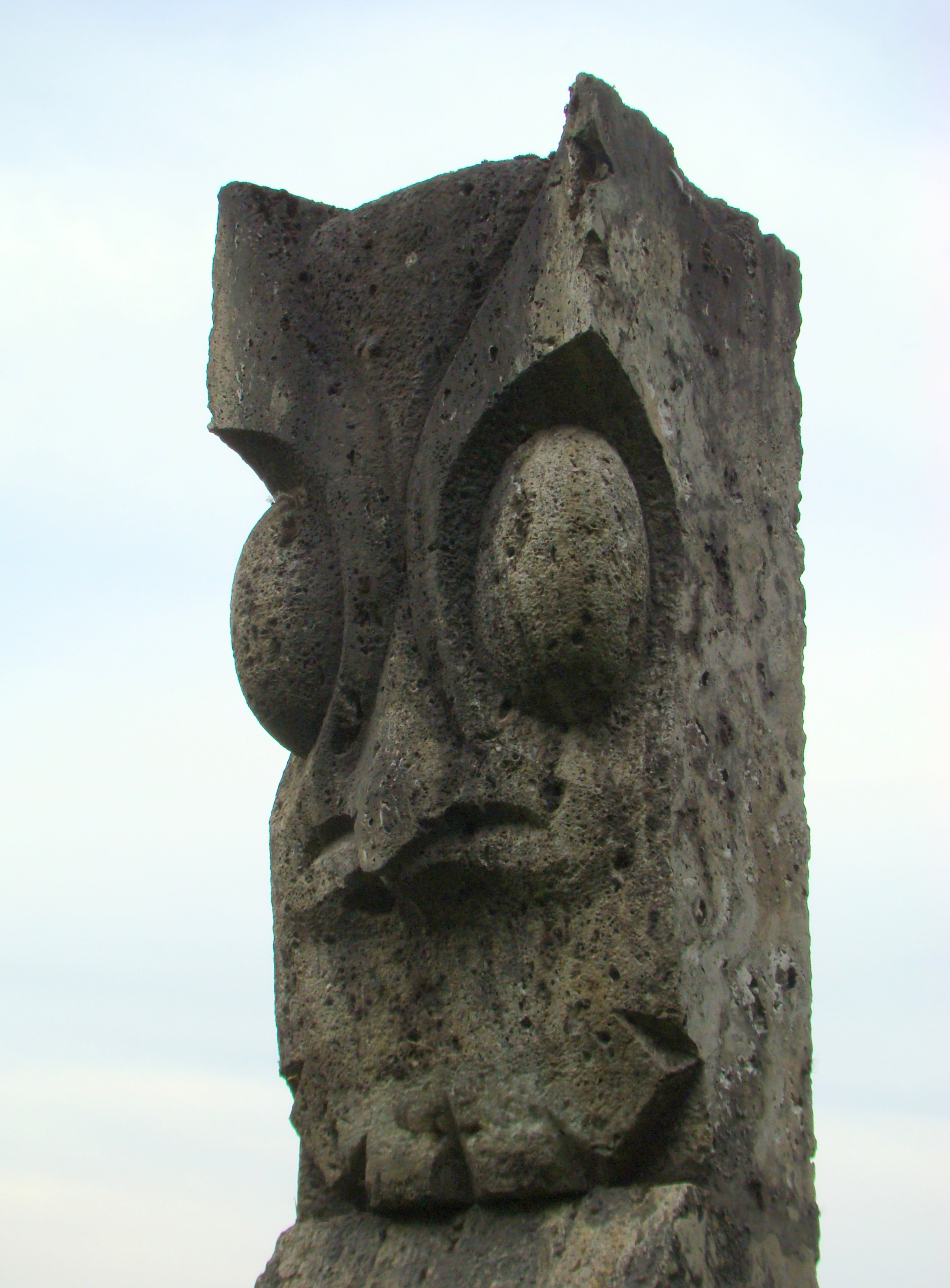
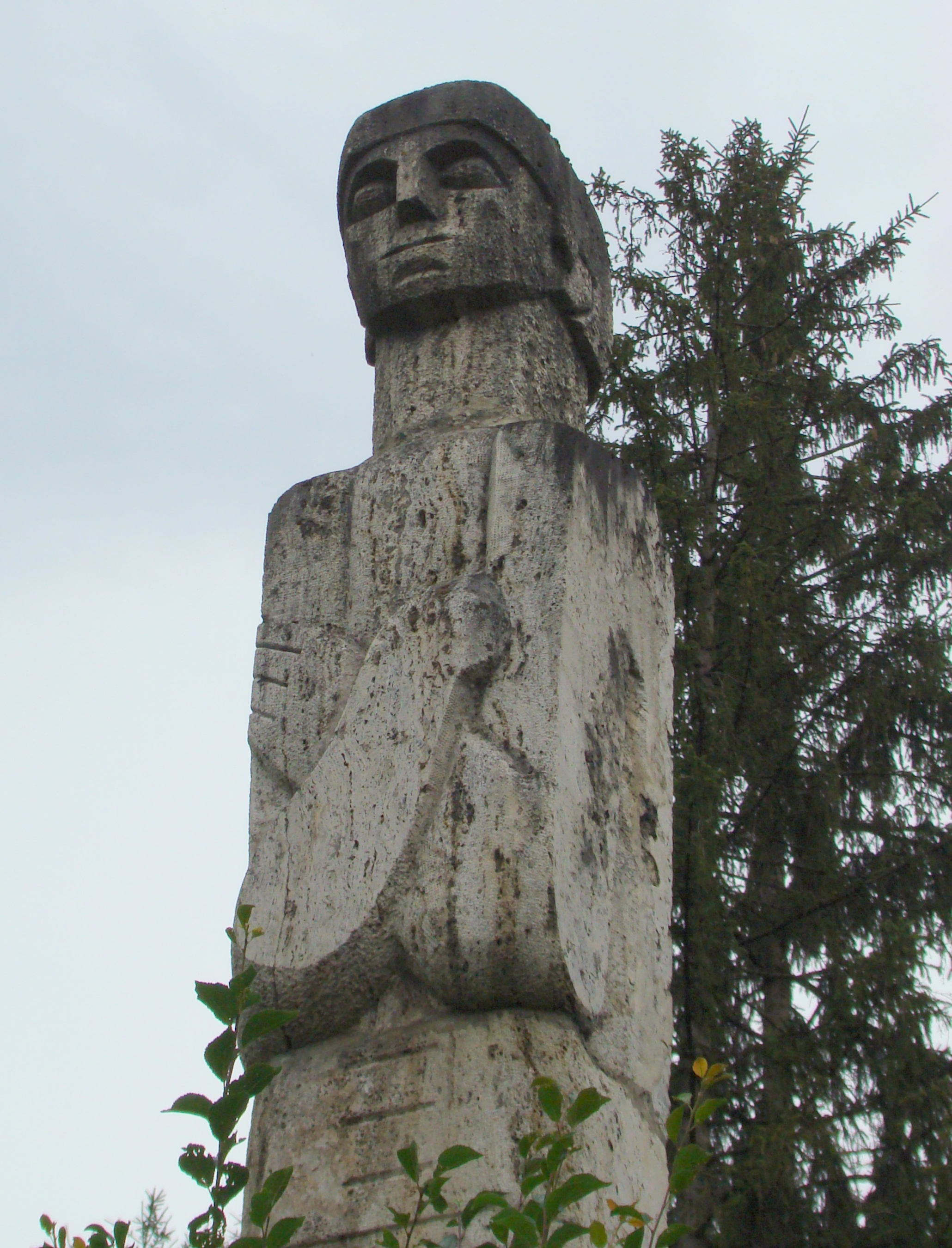
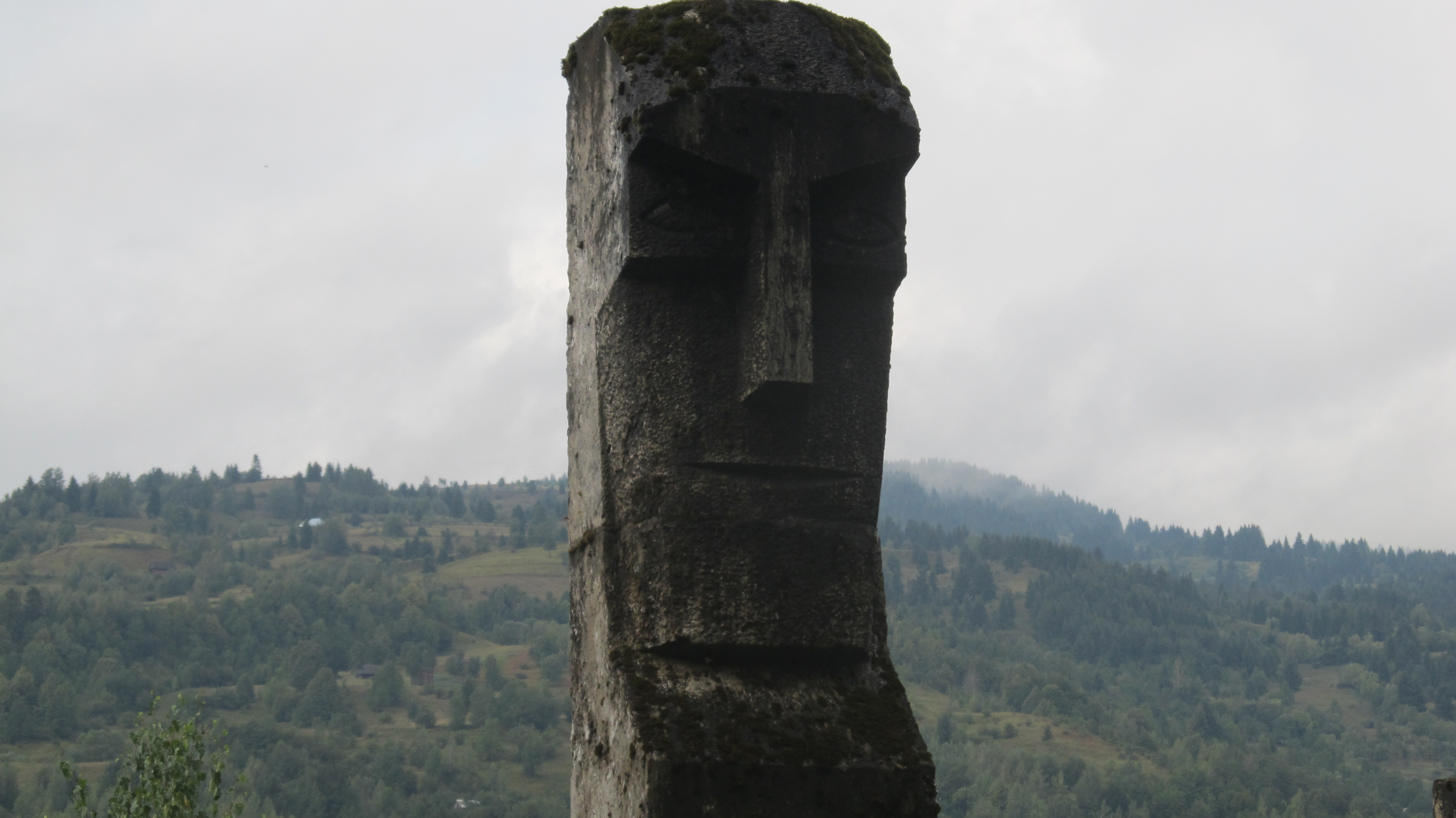
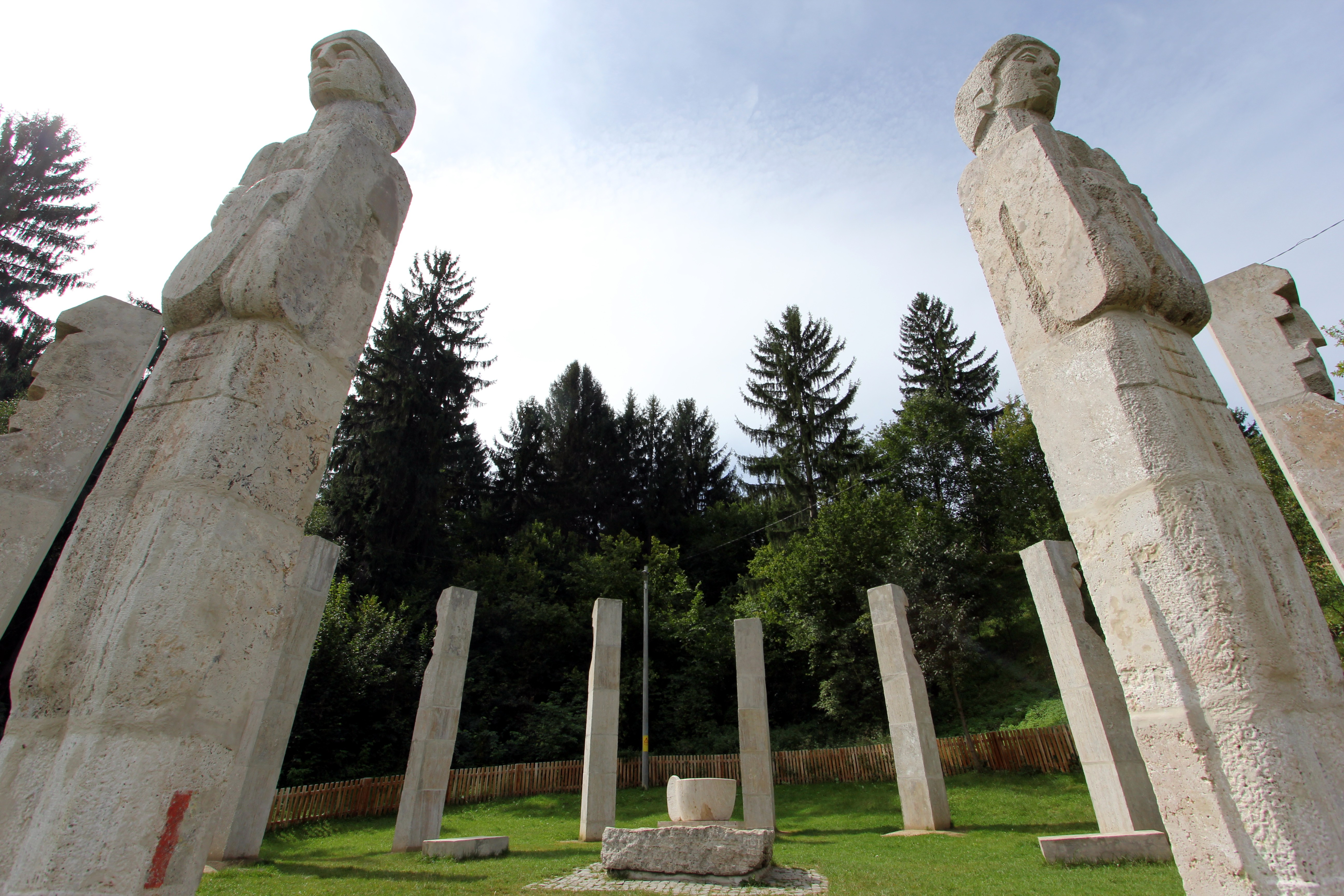
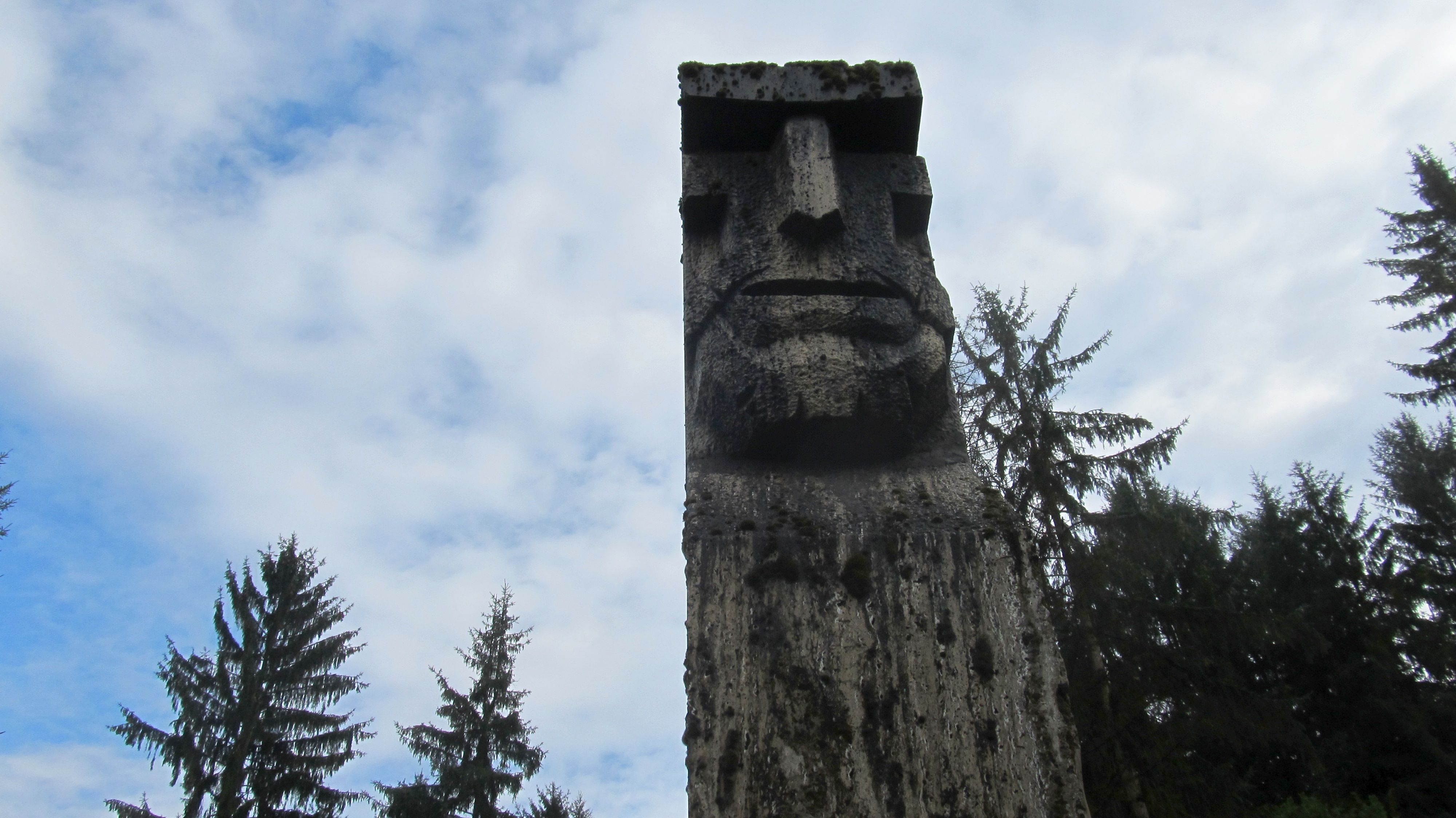
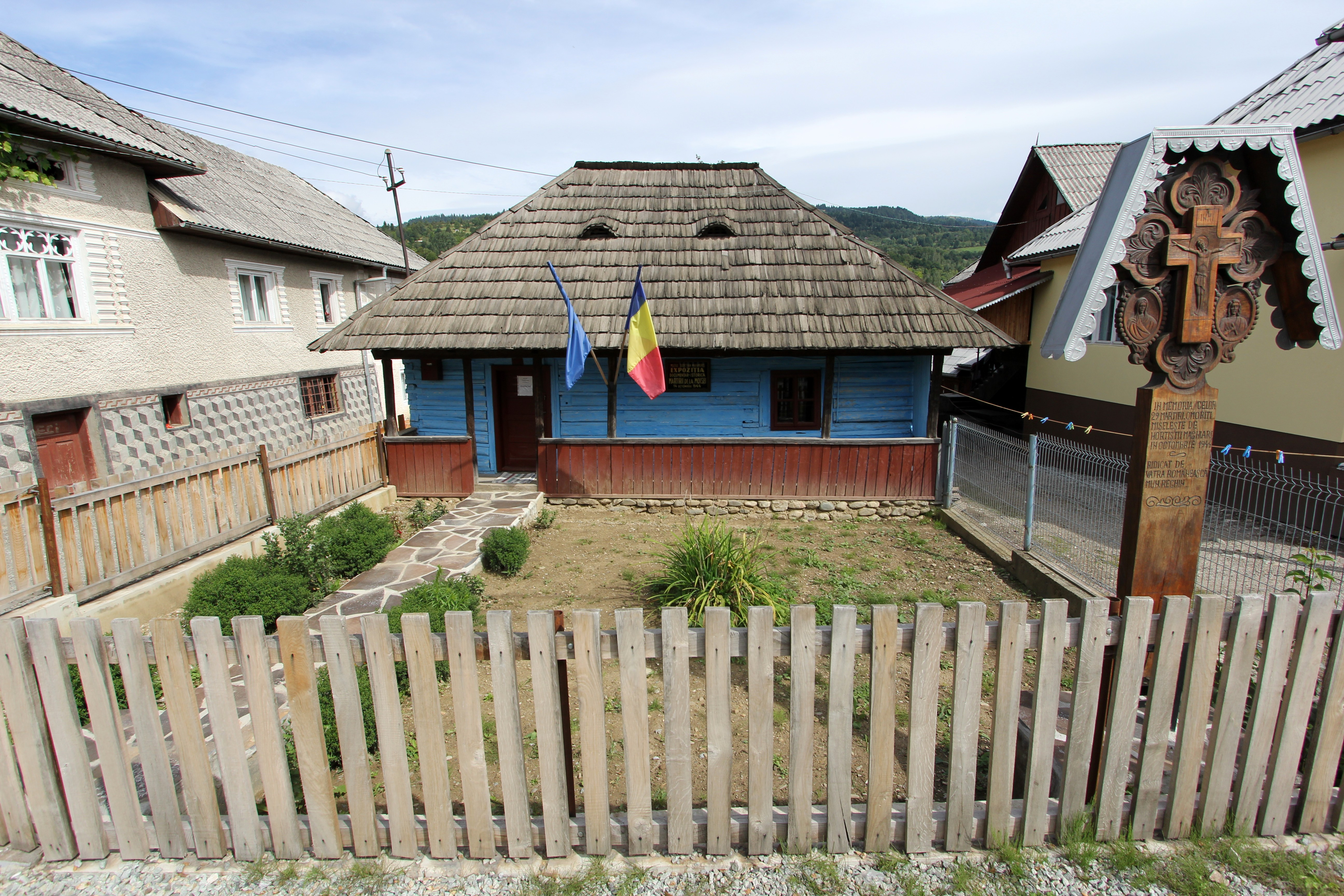
Casa Martirilor de la Moisei